# 18707 Еннчі
18707 Еннчі (18707 Annchi) — астероїд головного поясу, відкритий 21 квітня 1998 року.
Тіссеранів параметр щодо Юпітера — 3,404.